# Asteriks i Latraviata
Asteriks i Latraviata (fr. Astérix et Latraviata) – trzydziesty pierwszy tom o przygodach Gala Asteriksa. Autorem scenariusza i rysunków jest Albert Uderzo. Komiks ukazał się po raz pierwszy w 2001 r.
Pierwsze polskie wydanie (w tłumaczeniu Marka Puszczewicza) pochodzi z 2002 r.

## Fabuła
Z okazji urodzin Asteriksa i Obeliksa do wioski przyjeżdżają ich matki - Pralina i Żelatyna. Wręczają swoim synom prezenty od ich ojców (wspólnie prowadzących sklep z pamiątkami w Condante) - bogato zdobiony miecz i hełm. Pralina i Żelatyna zostają w wiosce na dłużej, wprowadzając zamieszanie w życie głównych bohaterów.
W tym samym czasie Pompejusz, wygnany przez Cezara konsul, chce podburzyć w Galii armię przeciw swojemu rywalowi i samodzielnie objąć władzę w Rzymie. Jednym z żołnierzy Pompejusza jest legionista Romeomonteskiusz, który wykradł miecz i hełm zwierzchnika i przehandlował go w Condante za wino. Gdy Pompejusz dowiaduje o tym, nakazuje uwięzić ojców głównych bohaterów (Astronomiksa i Onadobnaodaliksa) i zaczyna zastanawiać się, jak odzyskać swoją własność w taki sposób, by Cezar nie dowiedział się o jego obecności w Galii.
Sprzymierzony z Pompejuszem prefekt Bonusminus proponuje rozwiązanie: rzymska aktorka Latraviata przebierze się za Falbalę, osobę bliską sercu Obeliksa i poprosi Gala, by ofiarował jej oba przedmioty. Pompejusz zgadza się na ten plan i aktorka udaje się do wioski, udając, że straciła pamięć o swoim życiu - z wyjątkiem Obeliksa.

## Nawiązania
- w komiksie pojawiają dwie rzadziej wykorzystywane przez autorów postacie - legionista Romeomonteskiusz (z albumu Podarunek Cezara) i Falbala (z albumu Asteriks legionista); obecność tej ostatniej była związana z występem Laetiti Casty w roli Galijki filmie aktorskim Asteriks kontra Cezar z 2001 r.[1],
- pod koniec historii Asteriks wręcza Latraviacie złoty posążek, przedstawiający Cezara, w dowód uznania jej talentów aktorskich; jest to nawiązanie do francuskiej nagrody filmowej (której nazwa w rzeczywistości pochodzi od imienia francuskiego rzeźbiarza Césara Baldacciniego)[1]